# タルボ・マトラ・ムレーナ
タルボ・マトラ・ムレーナ （Talbot Matra Murena ）はフランスの自動車メーカー・マトラが1980年から1983年まで生産したスポーツカーである。1973年に発表されヒット作となったミッドシップエンジン横3人がけのスポーツカー、バゲーラの改良・発展型というべき製品。 

## 概要
バゲーラとの相違はまずエンジンが拡大強化されたことで、タルボ・1510と同じOHV1,592cc92馬力(1.6)と、短命に終わったタルボのトップモデル・タゴーラ用の新しい SOHC2,156cc118馬力(2.2)が用意され、ようやく5段となったギアボックスとの組み合わせで2.2の最高速度は197km/h、0-1000m加速31秒に達するようになった。なお1983年にはそれまでディーラー・オプションであった2,156cc142馬力のチューニングキットを標準装着したムレーナSが登場した。
トレーリングアーム式のリアサスペンションはトーションバーからコイルに変更された。やや大型化され個性が若干薄れた印象の車体も、鉄製スペースフレーム+FRP製ボディの基本設計は同じだが、バゲーラで問題になった発錆対策として亜鉛めっきが施された。
1983年にマトラがルノーと提携すると、アルピーヌと競合することや、マトラが開発した画期的なミニバン、ルノー・エスパスの生産に専念することを理由に、わずか3年余り、10,680台で生産終了となった。当時の日本には並行輸入で少数が上陸した。

## エンジン
| エンジン                | ムレーナ1.6                                        | ムレーナ2.2                                           | ムレーナ2.2 "Préparation 142" およびムレーナS                                         |
| ----------------------- | -------------------------------------------------- | ----------------------------------------------------- | ------------------------------------------------------------------------------------- |
| タイプ                  | 直列                                               | 直列                                                  | 直列                                                                                  |
| シリンダー数            | 4気筒                                              | 4気筒                                                 | 4気筒                                                                                 |
| バルブ                  | 8バルブ （気筒あたり2バルブ）                      | 8バルブ （気筒あたり2バルブ）                         | 8バルブ （気筒あたり2バルブ）                                                         |
| カムシャフト            | OHV                                                | SOHC                                                  | SOHC、カスタムカムプロファイル                                                        |
| 排気量                  | 1,592 cm3                                          | 2,155 cm3                                             | 2,155 cm3                                                                             |
| ボア×ストローク         | 80.6 mm x 78 mm                                    | 91.7mm x 81.6mm                                       | 91.7mm x 81.6mm                                                                       |
| 圧縮比                  | 9.35 ：1                                           | 9.45 ：1                                              | 9.5 ：1                                                                               |
| 最大出力                | 65.7 kW（92 hp） / 5,600 rpm                       | 86 kW（118 hp） / 5,800 rpm                           | 104 kW（142 hp）/ 6,000 rpm                                                           |
| 最大トルク              | 13.5 mkg / 3,200 rpm                               | 18.5 mkg / 3,000 rpm                                  | 19.1 mkg 3,800 rpm                                                                    |
| 触媒                    | なし                                               | なし                                                  | なし                                                                                  |
| 燃料の種類 (オクタン価) | RON 97                                             | RON 97                                                | RON 97                                                                                |
| 気化器                  | ウェーバー 36 DCNVA 16/100 2バレルキャブレター 1個 | Solex 34 CIC F 2バレル ダウンドラフトキャブレター 1個 | Solex 40 ADDHE 2バレル サイドドラフトキャブレター 2個 4分割独立インテークマニホールド |
| 0-1km加速               | 33.3秒                                             | 30.4秒                                                | 29.1秒                                                                                |
| 0-100km/h加速           | 11.8秒                                             | 9.3秒                                                 | 8.4秒                                                                                 |
| 最高速度                | 182 km / h                                         | 197 km / h                                            | 210 km / h                                                                            |
| 燃費                    | 6 - 10.5L / 100 km                                 | 6.9 - 12.3L / 100 km                                  | 6.9 - 13.9L / 100 km                                                                  |